# Інститут Альфреда Вегенера

Logo

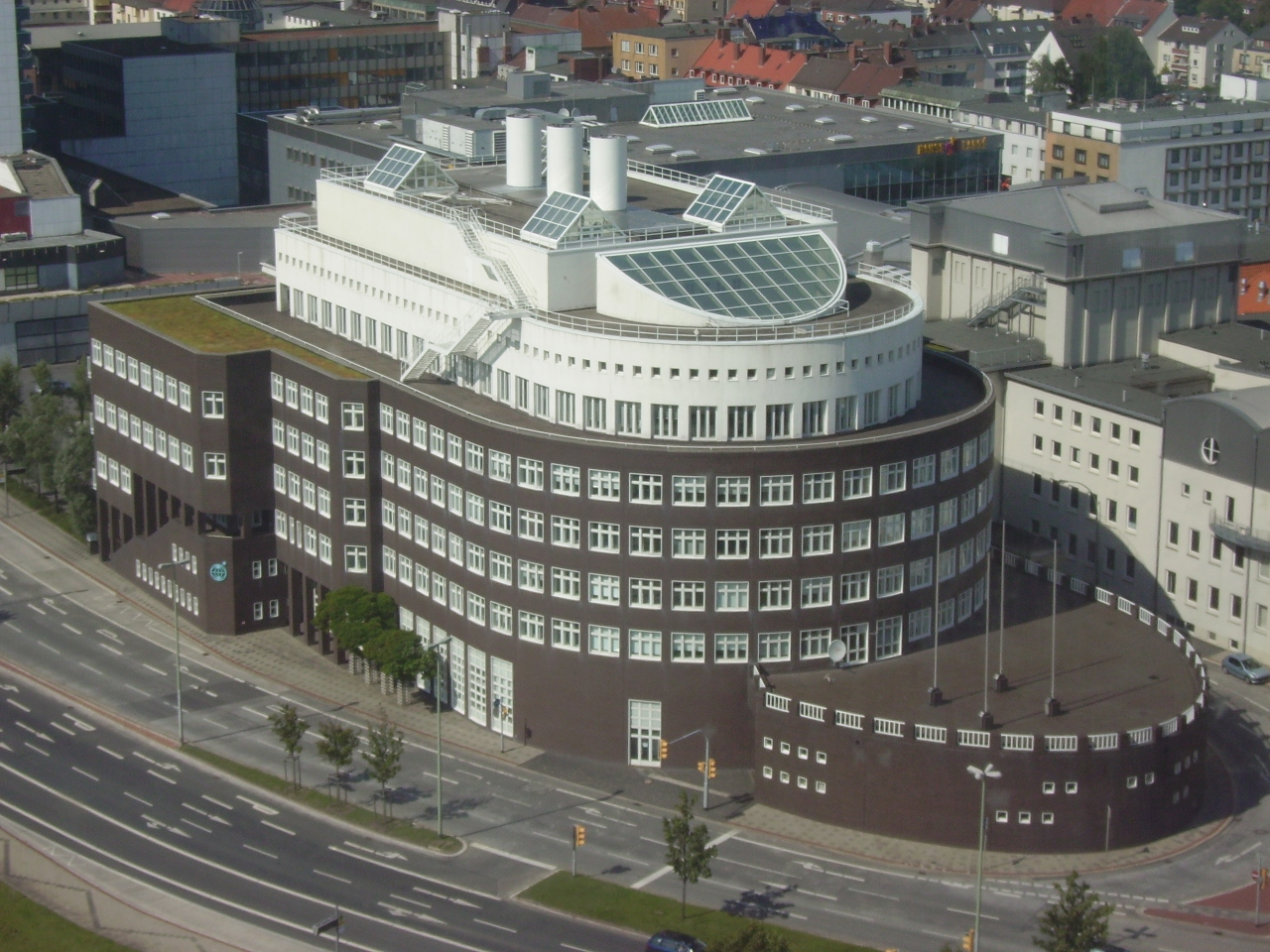
Будівля D формою нагадує корму корабля.

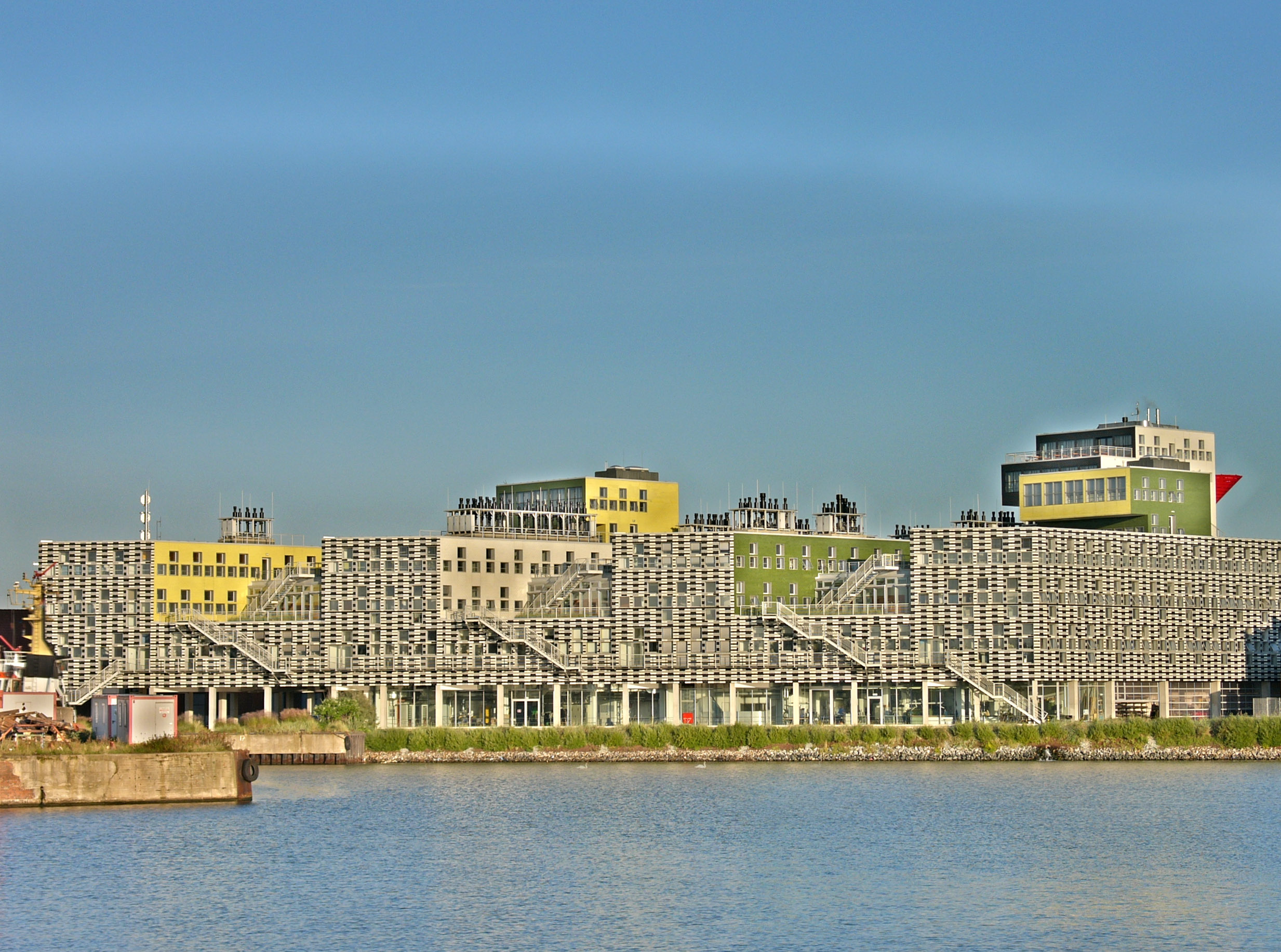
Будівля E інституту.

Інститут Альфреда Вегнера або за повною назвою Інститут Альфреда Вегенера з полярних та морських досліджень (нім. Alfred-Wegener-Institut, Helmholtz-Zentrum für Polar- und Meeresforschung (AWI)) — це дослідний інститут, розташований у Бремергафені, Німеччина та названий на честь Альфреда Вегенера, відомого німецького полярного дослідника та геолога. Інститут було засновано 15 липня 1980 року та він є членом Товариства імені Гельмгольца.
Інститут має головний офіс у Бремергафені та ряд підпорядкованих дослідницьких центрів у Потсдамі, на островах Зюльт та Гельґоланд, а також станція Ноймаєр ІІІ (нім. Neumayer-Station III) в Антарктиді.

## Напрямки роботи
До напрямків роботи входить дослідження геологічної будова, структура та положення в історії Землі полярних регіонів шляхом сейсмічних досліджень (зокрема дослідження океанічної морської кори) як і дослідження клімату та біології океану.

### Геонауки
Відділ наук про Землю (Бремергафен, Потсдам та Зюльт) досліджує вплив процесів, що відбуваються в середині Землі, на зміни клімату. Для цього проводяться як дослідження осадових порід в океані, так і осадки на поверхні землі та у льодових шапках на полюсі. Досліджується склад і розподіл морських осадових гірських порід, потоки матеріалу та енергії у районах вічної мерзлоти та структура і зміна земної кори та полярних льодовикових щитів.

### Біологічні науки
Відділ біологічних наук фокусує свої дослідження на питаннях екології, фізіології та екотоксикології. Інститут концентрує свою роботу на територіях полярних зон і територіях шельфу та узбережжя Північного моря. В останні роки до дослідження коралів Oculinidae також було додано дослідження тропічних коралових рифів. Центральними темами є реакція клітин, організмів, популяцій та спільнот на зовнішній вплив і організація та динаміка популяцій, спільнот та екосистем. Тому науковці інституту працюють також на вищих за екосистеми рівнях, наприклад, на рівні глобальної екології

### Кліматологія
Відділ кліматології вивчає фізичні та хімічні процеси у системі океан-лід-атмосфера та їхній вплив на зміни клімату в усьому світі. Робочі групи в центральному відділі та у центрі у Потсдамі займаються циркуляціями у системі на рівні регіонів та великих областей і з'ясування фізичних та хімічних процесів у атмосфері. До цього відноситься вплив хмар та морів та обмін енергією між океаном та атмосферою, циркуляція водних мас у полярних регіонах, дослідження природних чинників зміни клімату, моделювання циркуляція атмосфери в Арктиці. Також проводяться експерименти з геоінженерії у вигляді внесення заліза.

## Інфраструктура

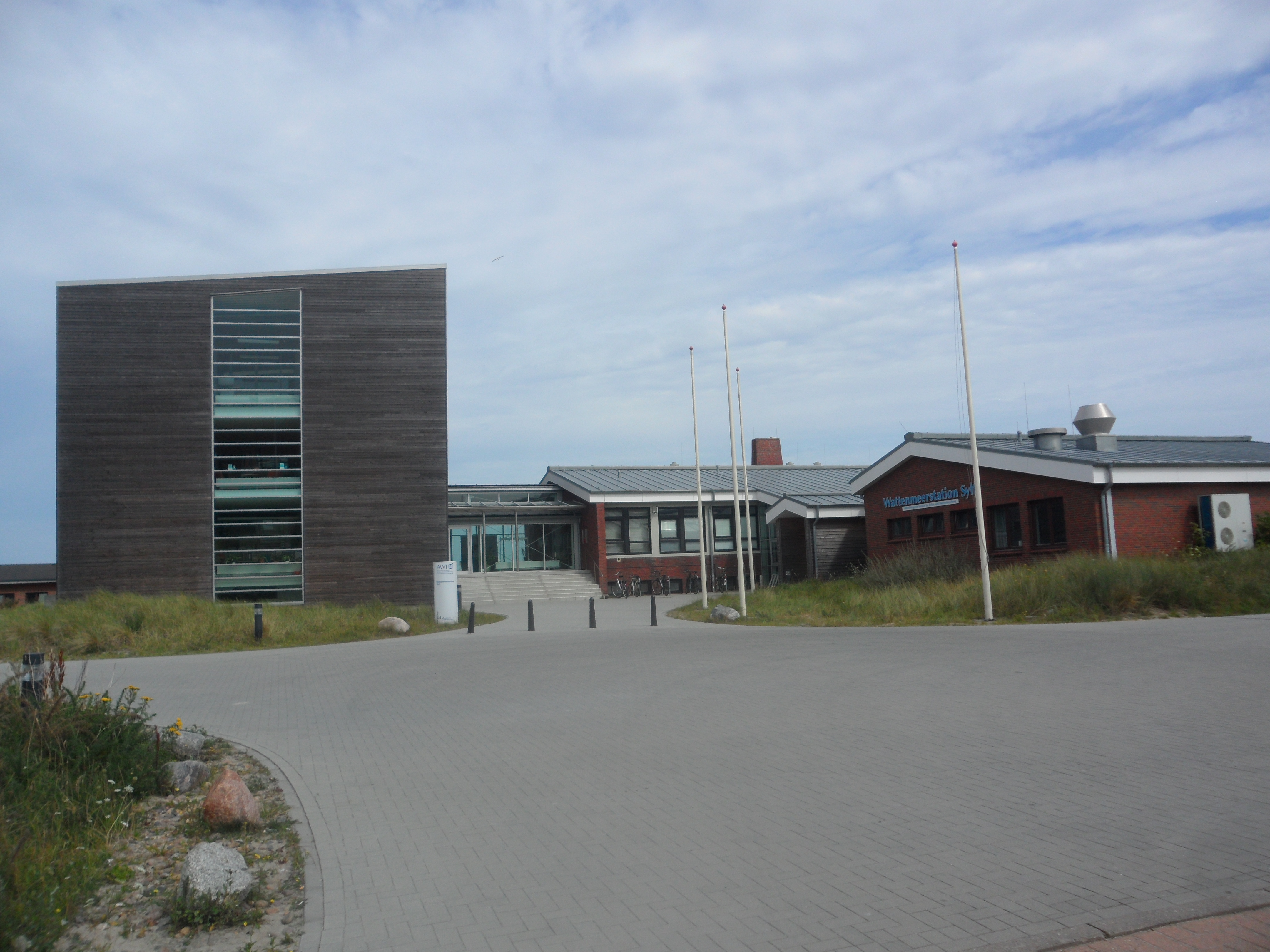
«Морська станція Ваттового моря» в м. Ліст на о. Зюльт

До інституту належить окрім головної будівлі також «Біологічна установа Гельголанд» та «Морська станція Ваттового моря Зюльт» (нім. Wattenmeerstation Sylt) на Зюльті. Також є філія у «Науковому парку ім. Альберта Ейнштейна» (нім. Wissenschaftspark Albert Einstein) на Телеграфенберг (нім. Telegrafenberg) у Потсдамі.
До науково-дослідних кораблів належать "Поларштерн", "Гайнке" та "Міа ІІ" (відповідно нім. Polarstern, Heincke та Mya II). Також інститут має два літаки (Полар 5 та Полар 6,  нім. Polar) типу Basler BT-67, модифікованої версії Douglas DC-3
До полярних станцій відносяться Станція Георга фон Ноймаєра, що складається зі Станції Ноймаєра ІІ та Станції Ноймаєра III, у Антарктиці, німецько-французька "Наукова база AWIPEV" (Станція Кольдевей) наШпіцбергені та російсько-німецька дослідницька база "Самойлов" у дельті р. Лена.